# Colomby
Colomby é uma comuna francesa na região administrativa da Normandia, no departamento Mancha. Estende-se por uma área de 11,05 km². Em 2010 a comuna tinha 556 habitantes (densidade: 50,3 hab./km²).